# (52260) Ureshino
(52260) Ureshino ist ein Asteroid des Hauptgürtels. Er wurde am 22. Mai 1982 von den japanischen Astronomen Hiroki Kōsai und Kiichirō Furukawa am Kiso-Observatorium (IAU-Code 381) in Kiso am Berg Ontake der Präfektur Nagano auf der japanischen Hauptinsel Honshū entdeckt.
(52260) Ureshino wurde am 12. Januar 2017 nach der japanischen Stadt Ureshino in der Präfektur Saga auf der Insel Kyūshū benannt.